# Pandższer Kołchozabad
Pandższer Kołchozabad (tadż. Клуби футболи «Панҷшер» Колхозобод / Ҷалолиддин Румӣ) – tadżycki klub piłkarski, mający siedzibę w mieście Kołchozabad, w dystrykcie Dżaloliddin Rumi w południowo-zachodniej części kraju.

## Historia
Chronologia nazw:
- 1993: Mehnat Kołchozabad (ros. «Мехнат» Колхозабад)
- 1997: SKA-Pandższer Kołchozabad (ros. «СКА-Панджшер» Колхозабад)
- 1998: Pandższer Kołchozabad (ros. «Панджшер» Колхозабад)
- 2004: Mehnat Kołchozabad (ros. «Мехнат» Колхозабад)
- 2006: Pandższer Kołchozabad (ros. «Панджшер» Колхозабад)
- 2011: Rumi Kołchozabad (ros. «Руми» Колхозабад/район Джалолиддина Руми)
- 2012: Pandższer Kołchozabad (ros. «Панджшер» Колхозабад)

Piłkarski klub Mehnat został założony w miejscowości Kołchozabad w 1973 roku. Do rozpadu ZSRR zespół występował w lokalnych rozgrywkach amatorskich. Na początku sezonu 1997 po fuzji SKA Duszanbe (Kumsangir) z Pamirem Duszanbe, które miał problemy finansowe, powstał klub SKA PWO Pomir Duszanbe. Aby nie zmieniać ilości drużyn miejsce SKA zostało przekazano klubowi z Kołchozabadu, który przyjął nazwę SKA-Pandższer Kołchozabad i debiutował w rozgrywkach Wyższej Ligi Tadżykistanu. W debiutanckim sezonie zajął 10.miejsce w końcowej klasyfikacji. W 1998 klub zmienił nazwę na Pandższer Kołchozabad, a w 2001 zdobył srebrne medale mistrzostw. Po zakończeniu sezonu 2003 klub spadł z Wyższej Ligi. W 2004 przywrócił historyczną nazwę Mehnat Kołchozabad. Potem w 2005, 2009 i od 2011 występował w rozgrywkach Pierwszej Ligi. W 2006 powrócił do nazwy Pandższer Kołchozabad. W tłumaczeniu słowo pandższer oznacza pięć lwów. Klub reprezentuje rejon Dżaloliddina Rumi i w 2011 nosił nazwę Rumi Kołchozabad. W 2012 zajął pierwsze miejsce w Pierwszej Lidze i zdobył awans do Wyższej Ligi. Jednak w sezonie 2013 zespół zaprzestał występy w Wyższej Lidze po 5 kolejkach, a wyniki zostały anulowane.

## Sukcesy

### Trofea międzynarodowe
Nie uczestniczył w rozgrywkach azjatyckich (stan na 31-12-2015).

### Trofea krajowe
Tadżykistan
| \| \| Zdobyte trofea w rozgrywkach Tadżykistanu (stan na: 31-12-2015) \| |                                                                 |      |          |
| Rozgrywki                                                                | Osiągnięcie                                                     | Razy | Sezon(y) |
| Mistrzostwo                                                              | I miejsce                                                       | 0    |          |
| Mistrzostwo                                                              | II miejsce                                                      | 1    | 2001     |
| Mistrzostwo                                                              | III miejsce                                                     | 0    |          |
| Puchar                                                                   | zdobywca                                                        | 0    |          |
| Puchar                                                                   | finalista                                                       | 0    |          |
| Puchar                                                                   | 3. miejsce                                                      | 1    | 1998     |
| II liga                                                                  | I miejsce                                                       | 1    | 2012     |
| II liga                                                                  | II miejsce                                                      | 0    |          |
| II liga                                                                  | III miejsce                                                     | 0    |          |
| Tadżykistan                                                              | Zdobyte trofea w rozgrywkach Tadżykistanu (stan na: 31-12-2015) |      |          |

## Stadion
Klub rozgrywa swoje mecze domowe na stadionie im. Uktama Umatowa w Kołchozabadzie, który może pomieścić 8 500 widzów.

## Piłkarze
Znani piłkarze:
- Dżamszed Akbarow
- Aliszer Dodow
- Safarali Karimow
- Denis Kulbajew
- Dżamoliddin Zardijew